# 菓匠花見
菓匠花見（かしょう はなみ）は、埼玉県さいたま市浦和区にある和菓子の老舗企業の一つ。正式法人名は、株式会社浦和花見。
特に白鷺宝（はくろほう）は、埼玉銘菓、浦和銘菓として知られる。

## 概要
1912年（大正元年）に創業しており、埼玉県内でも有数の老舗和菓子店の一つである。
銘菓として有名な白鷺宝は、二代目が野田の鷺山（かつて特別天然記念物であった）のサギの美しさに魅入られたことにより誕生した。
白鷺宝は、さいたま推奨土産品で5年連続金賞を受賞している。
月曜日が定休となっている。

## 店舗
本店は浦和区の浦和駅前に所在する。
支店は、本店の向かいの伊勢丹浦和店のほか、日本橋三越本店、歌舞伎座、東武百貨店池袋店、そごう大宮店など埼玉県と東京都内に所在する。
ほかに、蓮田サービスエリアなどでも埼玉銘菓として販売されている。